# Luftgefahr
Der Begriff Luftgefahr wurde während des Zweiten Weltkrieges als Einheit (Abkürzung: L) für die Dauer bis zum Eintreffen feindlicher Kampfflugzeuge verwendet.
L15, oder Luftgefahr 15 bedeutete demnach, dass in 15 Minuten mit einem Angriff zu rechnen sei und entsprechende Luftschutzmaßnahmen zu ergreifen waren. Heute trifft man diese Einheit häufig in Luftangriffsprotokollen an.